# Мажуга, Юрий Николаевич
Юрий Николаевич Мажу́га (укр. Юрій Миколайович Мажуга; 13 апреля 1931, Киев, Украинская ССР, СССР — 11 июля 2022, Киев, Украина) — советский и украинский актёр театра и кино, педагог. Народный артист СССР (1981). Народный артист Украинской ССР (1971). Лауреат Государственной премии УССР им. Т. Г. Шевченко (1983).

## Биография
Родился 13 апреля 1931 года в Киеве.
В 1953 году окончил актёрский факультет Киевского института театрального искусства им. И. Карпенко-Карого (ныне Киевский национальный университет театра, кино и телевидения имени И. К. Карпенко-Карого) (класс В. А. Нелли).
С 1950 года — актёр Киевского академического театра русской драмы им. Л. Украинки.
С 1975 года — педагог Киевского института театрального искусства им. И. Карпенко-Карого и Киевской эстрадной студии (с 1985 — профессор).
Член Национального союза театральных деятелей Украины и Национального союза кинематографистов Украины.
Действительный член (академик) Академии искусств Украины (2002)
После смерти близкой подруги и постоянной партнёрши по многим спектаклям Валерии Заклунной в 2017 году Юрий Мажуга фактически ушёл из Театра русской драмы, отдав ему почти 65 лет жизни. Проживал на левом берегу Киева. 
Скончался 11 июля 2022 года на 92-м году жизни в Киеве. Похоронен на Лукьяновском кладбище.

### Личная жизнь
Первая жена — актриса Таисия Литвиненко (1929—2016). Дочь — учитель английского языка Сухарева (Мажуга) Марина Юрьевна (1955—2017). Вторая жена — пианистка Марина Мажуга. Сын — оператор Алексей Юрьевич Мажуга.

## Звания и награды
- Народный артист Украинской ССР (1971)
- Народный артист СССР (1981) — за большие заслуги в развитии советского театрального искусства[3]
- Государственная премии Украинской ССР имени Т. Г. Шевченко (1983) — за создание образов советских современников спектаклях «Кафедра» В. В. Врублевской, «Тема с вариациями» С. И. Алёшина, «Предел спокойствия» П. А. Загребельного
- Орден Октябрьской Революции (1976)
- Орден Трудового Красного Знамени (1986)
- Орден «Знак Почёта» (1960) — отмечая выдающиеся заслуги в развитии советской литературы и искусства и в связи с декадой украинской литературы и искусства в гор. Москве[4][5]
- Орден «За заслуги» II степени (2001) — за весомые достижения в профессиональной деятельности, многолетний добросовестный труд[6][7]
- Орден «За заслуги» III степени (1999) — за весомый личный вклад в развитие национальной культуры и искусства, высокий профессионализм[8]
- Орден Дружбы (2004, Россия) — за большой вклад в укрепление российско-украинских культурных связей[9][10]
- Медаль «За трудовое отличие»
- Медаль «В память 1500-летия Киева»
- Почётная грамота Президиума Верховного Совета Украинской ССР (1991)
- Знак ордена «Святой Дмитрий Солунский» ІV степени (1999)
- Премия «Киевская пектораль» в номинации «Лучшая мужская роль» (Городничий в спектакле «Ревизор» Н. В. Гоголя) (1999)
- Премия «Киевская пектораль» в номинации «За весомый вклад в театральное искусство» (2010).

## Творчество

### Роли в театре
- 1950 — «Директор»
- 1953 — «К новому берегу» по В. Т. Лацису
- 1953 — «Опасный спутник» А. Д. Салынского
- 1954 — «Стрекоза» по М. Г. Бараташвили
- 1954 — «Дочь прокурора» Ю. И. Яновского
- 1955 — «Ромео и Джульетта» У. Шекспира
- 1955 — «Годы странствий» А. Н. Арбузова
- 1955 — «Давным-давно» А. К. Гладкова
- 1955 — «В добрый час!» В. С. Розова
- 1955 — «Три сестры» А. П. Чехова
- 1955 — «Олеко Дундич» А. Г. Ржешевского и М. А. Каца
- 1956 — «Гибель эскадры» А. Е. Корнейчука
- 1956 — «Когда цветёт акация» Н. Г. Винникова
- 1957 — «Второе дыхание» А. А. Крона
- 1957 — «Двадцать лет спустя» М. А. Светлова
- 1957 — «Рассвет над морем» по Ю. К. Смолича
- 1958 — «В поисках радости» В. С. Розова
- 1958 — «Огненный мост» Б. С. Ромашова
- 1958 — «Чёртова речка» Л. Д. Аграновича
- 1958 — «Такая любовь» П. Когоута
- 1959 — «Товарищи романтики» М. А. Соболя
- 1959 — «Юность Поли Вихровой» по Л. М. Леонову
- 1959 — «Комедия ошибок» У. Шекспира
- 1959 — «Песня под звёздами» В. Н. Собко
- 1960 — «Иркутская история» А. Н. Арбузова
- 1961 — «Проводы белых ночей» В. Ф. Пановой
- 1961 — «Океан» А. П. Штейна
- 1962 — «Друзья и годы» Л. Г. Зорина
- 1962 — «Центр нападения умрёт на рассвете» А. Куссани
- 1962 — «Перед ужином» В. С. Розова
- 1962 — «Палата» С. И. Алёшина
- 1963 — «На дне» М. Горького
- 1963 — «Поворот ключа» М. Кундеры
- 1963 — «Киевская тетрадь» В. Н. Собко
- 1963 — «Иду на грозу» по Д. А. Гранина
- 1964 — «Между ливнями» А. П. Штейна
- 1964 — «В день свадьбы» В. С. Розова
- 1964 — «104 страницы про любовь» Э. С. Радзинского
- 1965 — «На диком бреге» по Б. Н. Полевому
- 1965 — «Дачники» М. Горького
- 1965 — «Сенсация № 1»
- 1965 — «Кто за? Кто против?»
- 1965 — «Дон Карлос» У. Шекспира
- 1966 — «Поднятая целина» по М. А. Шолохову
- 1966 — «Сегодня и ежедневно» В. Ю. Драгунского
- 1966 — «Встречи поздние и ранние» В. Ф. Пановой
- 1966 — «Хождение по мукам» по А. Н. Толстому
- 1967 — «Традиционный сбор» В. С. Розова
- 1967 — «Разлом» Б. А. Лавренёва
- 1967 — «Брак по конкурсу» К. Гольдони
- 1968 — «Большевики» М. Ф. Шатрова
- 1969 — «На всякого мудреца довольно простоты» А. Н. Островского
- 1969 — «Справедливость — моё ремесло» Л. А. Жуховицкого
- 1969 — «Правду! Ничего, кроме правды!!!» Д. Н. Аля
- 1970 — «Есть такая партия!»
- 1970 — «Мария»
- 1971 — «Кто-то должен уйти» В. С. Красногорова
- 1971 — «Человек со стороны» И. М. Дворецкого
- 1972 — «Самый последний день» Б. Л. Васильева
- 1973 — «Варвары» М. Горького
- 1973 — «Добряки» Л. Г. Зорина
- 1974 — «Власть тьмы» Л. Н. Толстого
- 1974 — «Последние дни» М. А. Булгакова
- 1974 — «Генерал Ватутин» Л. Д. Дмитерко
- 1975 — «Русские люди» К. М. Симонова
- 1975 — «Интервью в Буэнос-Айресе» Г. А. Боровика
- 1976 — «Испытание» В. П. Некрасова
- 1977 — «Кремлёвские куранты» Н. Ф. Погодина
- 1978 — «Горе от ума» А. С. Грибоедова
- 1978 — «Хозяйка» М. Гараевой
- 1979 — «Надеяться» Ю. Н. Щербака
- 1979 — «Тоот, другие и майор» И. Эркеня
- 1981 — «Прошу занести в стенограмму» Р. К. Феденёва
- 1982 — «Игрок» по Ф. М. Достоевскому
- 1982 — «Кафедра» В. В. Врублевской
- 1982 — «Тема с вариациями» С. И. Алёшина
- 1982 — «Предел спокойствия» П. А. Загребельного
- 1984 — «Равняется четырём Франциям» А. Н. Мишарина
- 1984 — «Я пришёл дать вам волю» по В. М. Шукшину
- 1987 — «Иван и Мадонна» А. И. Кудрявцева
- 1990 — «Савва» Л. Н. Андреева
- 1992 — «Приглашение в замок» Ж. Ануя
- 1992 — «Метеор» Ф. Дюрренматта
- 1995 — «С вами опасно иметь дело…» по А. Н. Арбузову
- 1997 — «Банковские служащие…» И. Тердзоли и Э. Вайме
- 1998 — «Кошка на раскаленной крыше» Т. Уильямса
- 1999 — «Огонь желаний»
- 1999 — «Ревизор» Н. В. Гоголя
- 2001 — «И всё это было… и всё это будет…»
- 2003 — «Деревья умирают стоя» А. Касоны
- 2008 — «На закате солнца» Ю. И. Дамскер
- 2011 — «Чуть мерцает призрачная сцена…» (Юбилей. Юбилей? Юбилей!) Е. Н. Лунченко и С. А. Озиряного
- «Подросток» по Ф. М. Достоевскому

### Фильмография
- 1955 — Костёр бессмертия — студент
- 1956 — Когда поют соловьи — Василий Мороз, зоотехник
- 1957 — Правда — Вася
- 1957 — Рождённые бурей — Щавель
- 1958 — Город зажигает огни — Митя, продавец тапочек
- 1958 — Огненный мост (фильм-спектакль) — Мазюра
- 1959 — Катя-Катюша — Жора
- 1964 — Лушка — Бычок
- 1965 — Родник для жаждущих — Петро
- 1967 — Скуки ради — Матвей Егорович
- 1969 — Ну и молодёжь! — солдат
- 1972 — За всё в ответе — Максим Петров
- 1972 — Тихие берега — Иван Лукич
- 1974 — Рассказы о Кешке и его друзьях — Мирон Александрович («Усатый»)
- 1974 — Мечтать и жить — Сукач
- 1974 — Трудные этажи — Самородок
- 1974 — Факел (фильм-спектакль)
- 1975 — Там вдали, за рекой — Тараканов
- 1975 — Волны Чёрного моря — поручик Хвощин
- 1975 — Ральф, здравствуй! (киноальманах) — эпизод
- 1976 — Быть братом — Павлыш
- 1976 — Город с утра до полуночи — Максим Максимович
- 1976 — Огненный мост — эпизод
- 1977 — Рождённая революцией (8, 10 серии) — милиционер М. Санько
- 1977 — Красные дипкурьеры — есаул Максименко
- 1977 — На короткой волне — Шидловский
- 1977 — Странная женщина — Степан Кузьмич, приятель Андрея
- 1977 — Хомут для Маркиза — Потейкин, милиционер
- 1977 — Сапоги всмятку — Индюков, антрепренёр
- 1978 — За всё в ответе — Михаил Михайлович
- 1978 — Неудобный человек — Афонин, начальник цеха
- 1978 — Подпольный обком действует — Семён Бессараб
- 1978 — Хозяйка (фильм-спектакль)
- 1979 — Полоска нескошенных диких цветов — Антон Герасимович Тритузный
- 1979 — Кто ходит по бревну (короткометражный)
- 1979 — Кто берёт барьеры — роль
- 1979 — Скрытая работа — Всеславский
- 1980 — Депутатский час — Курков
- 1980 — Второе рождение — Самохин, следователь
- 1980 — Дударики — эпизод
- 1980 — Неоконченный урок — Журавков
- 1982 — Житие святых сестёр — Мардарий
- 1982 — Трест, который лопнул — Билл Хамбл, шериф
- 1983 — Миргород и его обитатели — Иван Никифорович
- 1984 — Канкан в английском парке — Иван Качур, священник
- 1986 — Игорь Саввович — Николаев
- 1986 — К расследованию приступить (Фильм первый. «Версия») — Сташков
- 1988 — Штормовое предупреждение — Иван Харитонович Турчак
- 1989 — Торможение в небесах — Бареев
- 1990 — Овраги — Догановский
- 1990 — Уроки в конце весны — Львовский
- 1990 — Фуфель — Павел Петрович, прокурор
- 1991 — Казаки идут — Сом
- 1991 — Убить «Шакала» — проводник 5-го вагона
- 1992 — В той области небес… — Георгий Адамович
- 1992 — Аль Шаула (не был завершен)
- 1993 — Вперед, за сокровищами гетмана! — Первый
- 1993 — Стамбульский транзит — Юрий Николаевич Шавкута
- 1994 — Притча про светлицу — роль
- 1995 — Осторожно! Красная ртуть! — Филипп Петрович
- 1997 — Святое семейство — роль
- 1998 — С вами опасно иметь дело (фильм-спектакль) — Родион Николаевич
- 2001 — Вечера на хуторе близ Диканьки — пан голова
- 2002 — Кукла — влиятельное лицо
- 2007 — Здравствуйте Вам! — смотритель лодочной станции